# Ашък Челеби тюрбе
Ашък Челеби тюрбе или Гази Баба тюрбе (на македонска литературна норма: Ашик Челеби турбе; на турски: Aşık Çelebi Türbe) е османска гробница, намираща се в град Скопие, Северна Македония. В гробницата е погребан поетът от XVI век Ашък Челеби. Тюрбето е разрушено от Скопското земетресение през 1963 година. Реставрирана в 2013 г., сградата е обявена за важно културно наследство на Република Македония.

## История
Тюрбето на Ашък Челеби се е намирало на възвишението Гази Баба и в миналото е част от комплекса на най-големите мюсюлмански гробища в града. Било е място за поклонение. В 1893 година старото тюрбе от XVI век изгаря и на следната 1894 година е построено ново тюрбе с парите на Хаджи Галиб бег. В новото тюрбе е поставен надпис: „И газия съм и кадия съм и шейх съм от пророческата лоза Мехмед Ефенди“. В основата си новото тюрбе е осмоъгълник и принадлежи към затворените тюрбета с купол. Последователно са разположени вратата и прозорците. В долните части е градено от камък и тухла, а отвън и отвътре е било измазано с хоросан. Куполът е бил поставен на нисък сляп барабан, и е бил покрит с оловна ламарина. Фасадата е била с релефна декорация от правоъгълни полета на всяка страна на октагона. В горните части под купола е имало ромбоидни полета. Няма данни каква е била декорацията във вътрешността – вероятно е била стенна живопис, типична за късноосманската архитектура.
След земетресението са запазени остатъци от освоните и фрагменти от мраморна и каменна пластика. В 2013 година с финансовата помощ на община Бурса тюрбето е реставрирано, но без научен надзор. При реставрацията са отстранени оригиналните основи и са поставени нови бетонни с арматура, унищожен е входът от изток, както и голяма част от пода във вътрешността.